# Idiasta annulicornis
Idiasta annulicornis är en stekelart som först beskrevs av Thomson 1895.  Idiasta annulicornis ingår i släktet Idiasta och familjen bracksteklar. Arten är reproducerande i Sverige. Inga underarter finns listade i Catalogue of Life.